# UFC Fight Night: Dern vs. Rodriguez
UFC Fight Night: Dern vs. Rodriguez  (conosciuto anche come UFC Fight Night 194, oppure UFC on ESPN+ 52, o anche UFC Vegas 39) è stato un evento di arti marziali miste tenuto dalla Ultimate Fighting Championship il 9 ottobre 2021 all'UFC APEX di Las Vegas, negli Stati Uniti.

## Risultati
|                 | Divisione             |                   |                 |                      | Metodo                                      | Round           | Tempo           | Premio          |
| Card Principale | Card Principale       | Card Principale   | Card Principale | Card Principale      | Card Principale                             | Card Principale | Card Principale | Card Principale |
| --------------- | --------------------- | ----------------- | --------------- | -------------------- | ------------------------------------------- | --------------- | --------------- | --------------- |
|                 | Pesi paglia femminili | Marina Rodriguez  | batte           | Mackenzie Dern       | Decisione unanime (49–46, 49–46, 49–46)     | 5               | 5:00            |                 |
|                 | Catchweight (174 lbs) | Randy Brown       | batte           | Jared Gooden         | Decisione unanime (30–27, 30–27, 30–27)     | 3               | 5:00            |                 |
|                 | Pesi mosca            | Matheus Nicolau   | batte           | Tim Elliott          | Decisione unanime (29–28, 29–28, 29–28)     | 3               | 5:00            |                 |
|                 | Pesi mosca femminili  | Mariya Agapova    | batte           | Sabina Mazo          | Sottomissione (rear-naked choke)            | 3               | 0:53            |                 |
|                 | Pesi gallo            | Chris Gutiérrez   | batte           | Felipe Colares       | Decisione non unanime (28–29, 30–27, 30–27) | 3               | 5:00            |                 |
| Card Principale |                       |                   |                 |                      |                                             |                 |                 |                 |
|                 | Pesi massimi          | Alexander Romanov | batte           | Jared Vanderaa       | KO tecnico (pugni)                          | 2               | 4:43            |                 |
|                 | Pesi piuma            | Damon Jackson     | batte           | Charles Rosa         | Decisione unanime (29–28, 29–27, 30–27)     | 3               | 5:00            |                 |
|                 | Pesi paglia femminili | Lupita Godinez    | batte           | Silvana Gómez Juárez | Sottomissione (armbar)                      | 1               | 4:14            |                 |
|                 | Pesi leggeri          | Steve Garcia      | batte           | Charlie Ontiveros    | KO tecnico (pugni)                          | 2               | 1:51            |                 |

## Premi
I lottatori premiati ricevettero un bonus di 50.000 dollari.
Legenda:
- FOTN: Fight of the Night (vengono premiati entrambi gli atleti per il miglior incontro dell'evento)
- POTN: Performance of the Night (viene premiato il vincitore per la migliore performance dell'evento)